# Buffy vampyrdödaren
Buffy – vampyrdödaren (engelska: Buffy the Vampire Slayer) är en amerikansk långfilm från 1992 i regi av Fran Rubel Kuzui, med Kristy Swanson och Luke Perry  i huvudrollerna. Manusförfattaren Joss Whedon skapade senare TV-serien Buffy och vampyrerna på samma tema.

## Handling
Buffy tycker allra bäst om att shoppa med sina väninnor när en äldre man berättar för henne att hon är den utvalda – hon ska bli en vampyrdödare.

## Rollista (urval)
| Kristy Swanson    | – Buffy    |
| Donald Sutherland | – Merrick  |
| Paul Reubens      | – Amilyn   |
| Rutger Hauer      | – Lothos   |
| Luke Perry        | – Pike     |
| Michele Abrams    | – Jennifer |
| Hilary Swank      | – Kimberly |
| Paris Vaughan     | – Nicole   |
| David Arquette    | – Benny    |
| Randall Batinkoff | – Jeffrey  |